# Adam Westman
Adam Johan Westman, född 29 april 1988 i Månsarps församling, är en svensk poet. 
Westman har utkommit med en chapbook och två diktsamlingar. Han har även översatt Natalie Diaz diktsamling När min bror var aztek tillsammans med Athena Farrokhzad.